# Matej Plestenjak
Matej Plestenjak, slovenski kipar, * 12. december 1966, Ljubljana.

## Življenje in delo
Matej Plestenjak prihaja iz Škofje Loke, je sin slikarja Janeza. Po končani gimnaziji je študiral na oddelku za kiparstvo na Akademiji za likovno umetnost in leta 1991 diplomiral pri prof. Slavku Tihcu. Od leta 1998 je zaposlen kot profesor za likovno vzgojo na Gimnaziji Škofja Loka.
Ustvarja predvsem varjene strukture iz zarjavelega starega železa. Razstavlja predvsem v Škofji Loki (Galerija Ivana Groharja) in drugod po Sloveniji.